# Parienia mochlophorana
Parienia mochlophorana är en fjärilsart som först beskrevs av Edward Meyrick 1882c.  Parienia mochlophorana ingår i släktet Parienia och familjen vecklare. Inga underarter finns listade i Catalogue of Life.